# Stenotarsus bicolor
Stenotarsus bicolor es una especie de coleóptero de la familia Endomychidae.

## Distribución geográfica
Habita en Birmania y la India.